# Paolo Lioy
(S.Lanaro, Il trasformismo moderato. Paolo Lioy, in ID, Società e ideologie nel Veneto rurale (1866-1898), Roma 1976, p. 161)
Paolo Lioy (Vicenza, 31 luglio 1834 – Vancimuglio di Grumolo delle Abbadesse, 27 gennaio 1911) è stato un naturalista, patriota e politico italiano.

## Biografia
Paolo Lioy nacque a Vicenza nel 1834 dal nobile Maria Giovanni Rosario Leopoldo Lioy e da Teresa Stazzone dei marchesi Bonfornello (località vicino Palermo). La sua famiglia si era trasferita a Vicenza da Terlizzi, un piccolo centro in provincia di Bari, durante il XVIII secolo. Felice Lioy (suo nonno) era un avvocato a Napoli (di Terlizzi); dovette fuggire dal regno borbonico nel 1776 a causa di persecuzione antimassonica. Si stabilì a Vicenza, conobbe Francesco Modena (anch'egli massone) e ne sposò la figlia Cecilia. la villa di Grumolo delle Abbadesse era appunto di Francesco Modena. Richiamato a corte nel 1789, fu perdonato ed inviato in Sicilia ricoprendo un ruolo importante come Intendente Generale della Magione di Palermo.
Dopo essersi diplomato allo storico Liceo Classico Antonio Pigafetta, studiò legge a Padova ma già nel 1853 dimostrò il suo spiccato interesse per le scienze naturali, per le quali si era dimostrato incline sin dall'infanzia, prendendo parte al riordino delle collezioni che costituiscono il nucleo del materiale oggi conservato presso la sezione di storia naturale del museo naturalistico archeologico di Vicenza.
Pubblicò il primo libro d'argomento naturalistico a Padova due anni dopo, nel 1855.
In questo periodo egli fu impegnato anche nella scrittura di articoli divulgativi e nell'attivismo politico a favore dell'unità d'Italia.
Nel 1857 sposò la figlia di un ufficiale borbonico, Giulia de Beaumont.
Nel 1859 diede alle stampe La vita nell'universo, libro apprezzato anche all'estero, al punto da essere tradotto in francese.
Dal 1862 al 1869 ricoprì la carica di Segretario dell'Accademia Olimpica di Vicenza.
Nel 1864 iniziò la campagna di scavi nelle valli di Fimon, alla ricerca di resti di insediamenti preistorici, dando così il via a una serie di ritrovamenti archeologici che continuarono anche nel secolo successivo, ben oltre la sua morte.
Sulla base dei dati raccolti pubblicò, nel 1876 il libro Le abitazioni lacustri di Fimon, che ebbe ancora una volta risonanza internazionale.
Nel 1866 a causa dell'aiuto prestato alle Camicie rosse le autorità austriache lo costrinsero a lasciare.
Si trasferì a Milano, presso Emilio Treves, assieme all'altro vicentino Fedele Lampertico.
Il suo esilio durò pochi mesi, al termine dei quali fu nominato provveditore agli studi e divenne deputato, sebbene anche in questo caso solo per pochi mesi.
Ricoprì il ruolo di consigliere comunale dal 1866 al 1902 e di consigliere provinciale dal 1867 al 1905.
Dal 1870 fu nuovamente deputato per 6 legislature consecutive, fino al 1888.
Nel 1905 fu nominato senatore del Regno.
La sua attività scientifica e letteraria proseguì, nonostante gli impegni politici, durante tutta la sua vita, che si concluse nel 1911.
Per la sua vocazione divulgativa e le sue abilità letterarie, Paolo Lioy fu soprannominato dai contemporanei "il poeta della natura".
Gli sono stati intitolati lo storico liceo scientifico della città berica (posto accanto al liceo classico presso il quale studiò) e una via del centro cittadino. Inoltre la centenaria scuola primaria del quartiere Stanga di Vicenza, nonché la pari grado di Lapio di Arcugnano portano il suo nome.

## Pubblicazioni di cui fu autore
Segue un elenco non esaustivo delle opere del Lioy, ordinate per anno di pubblicazione:
- Lo studio della storia naturale (1857)
- La vita nell'universo (1859)
- Escursione nel cielo (1864)
- Fra le Alpi - Romanzo (1864)
- Escursione sotterra (1868)
- Spiritismo e magnetismo (1869)
- Chi dura vince - racconto (1871)
- Conferenze scientifiche (1872)
- Elettori e deputati (1874)
- Le abitazioni lacustri di Fimon (1876)
- Quattro novelle (1876)
- In montagna (1880, ed. Zanichelli)
- Il primo passo nella colpa, (1882), che è un'autobiografia
- Altri tempi (1883)
- Notte (1883)
- Sui laghi (1883)
- Nell'ombra (1883)
- I bacilli del colera (1884)
- In alto (1889)
- Alpinismo (1890)
- Spiriti del pensiero (romanzo, 1892)
- Ditteri italiani (1895)
- Piccolo mondo ignoto (1900)
- Storia naturale in campagna (1901)
- Rimembranze giovanili (1904)
- Linneo, Darwin, Agassiz: nella Vita Intima (1904)
- Il libro della notte (1905)
- Apparizioni e ricordi (1908)

## Intitolazioni
- Punta Lioy. Montagna di 3816 m s.l.m. delle Alpi Pennine, intitolata a ricordo di Paolo Lioy dal Club Alpino Italiano di cui è stato presidente dal 1885 al 1890. [3]
- Liceo Scientifico P. Lioy. Il "Regio Liceo Scientifico di Vicenza” viene intitolato al nome di Paolo Lioy con Regio Decreto del 7 maggio 1925. [4]
- Plesso P. Lioy dell'Istituto Comprensivo 2 di Vicenza[5]
- Via Paolo Lioy a Catania, Padova, Schio, Vicenza e altre municipalità venete.